# Anthiinae (Serranidae)
Anthiinae, potporodica riba koja obuhvaća 207 vrsta, i čini dio porodice Serranidae, red grgečki Perciformes. 
Postoji 26 rodova: 
- Acanthistius Gill, 1862 (11 vrsta)
- Anatolanthias Anderson, Parin and Randall, 1990 (1 vrsta)
- Anthias Bloch, 1792 (9 vrsta)
- Caesioperca Castelnau, 1872 (2 vrste)
- Caprodon Temminck and Schlegel, 1843 (3 vrste)
- Choranthias Nichols, 1920 (1 vrsta)
- Dactylanthias Bleeker, 1871 (2 vrste)
  - Dactylanthias aplodactylus (Bleeker, 1858)
  - Dactylanthias baccheti Randall, 2007
- Giganthias Katayama, 1954 (2 specie)
  - Giganthias immaculatus Katayama, 1954
  - Giganthias serratospinosus White & Dharmadi, 2012
- Hemanthias Steindachner, 1875 (5 vrsta)
- Holanthias Günther, 1868 (2 vrste)
  - Holanthias caudalis Trunov, 1976
  - Holanthias fronticinctus (Günther, 1868)
- Hypoplectrodes Gill, 1862 (8 vrsta)
- Lepidoperca Regan, 1914 (10 vrsta)
- Luzonichthys Herre, 1936 (6 specie)
  - Luzonichthys earlei Randall, 1981
  - Luzonichthys microlepis (Smith, 1955)
  - Luzonichthys taeniatus Randall & McCosker, 1992
  - Luzonichthys waitei (Fowler, 1931)
  - Luzonichthys whitleyi (Smith, 1955)
  - Luzonichthys williamsi Randall & McCosker, 1992
- Nemanthias Smith, 1954 (1 vrsta)
- Odontanthias Bleeker, 1873 (15 vrsta)
- Othos Castelnau, 1875 (1 vrsta)
- Plectranthias Bleeker, 1873 (47 vrsta)
- Pronotogrammus Gill, 1863 (3 vrste)
- Pseudanthias Bleeker, 1871 (62 vrste)
- Rabaulichthys Allen, 1984 (4 vrste)
  - Rabaulichthys altipinnis Allen, 1984
  - Rabaulichthys squirei Randall & Walsh, 2010
  - Rabaulichthys stigmaticus Randall & Pyle, 1989
  - Rabaulichthys suzukii Masuda & Randall, 2001
- Sacura Jordan and Richardson, 1910 (4 vrste)
- Selenanthias Tanaka, 1918 (3 vrste)
  - Selenanthias analis Tanaka, 1918
  - Selenanthias barroi (Fourmanoir, 1982)
  - Selenanthias myersi Randall, 1995
- Serranocirrhitus Watanabe, 1949 (1 vrsta)
- Tosana Smith and Pope, 1906 (1 vrsta)
- Tosanoides Kamohara, 1953 (2 vrste)
  - Tosanoides filamentosus Kamohara, 1953
  - Tosanoides flavofasciatus Katayama & Masuda, 1980
- Trachypoma Günther, 1859 (1 specie)

Porodicu Serranidae čini s potporodicama Epinephelinae, Grammistinae, Liopropomatinae, Serraninae i vrstama Caesioscorpis i Hemilutjanus, i moguće eocenska vrsta Palaeoperca.